# パブロ・アマリンゴ

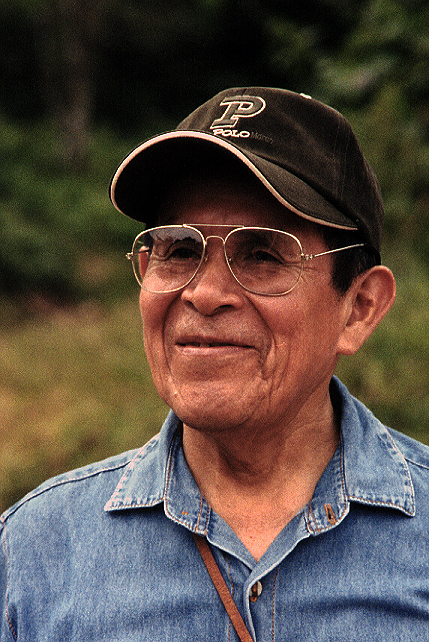
パブロ・アマリンゴ

パブロ・セサール・アマリンゴ・シューニャ（Pablo César Amaringo Shuña 、1943年 - 2009年11月16日）は、ペルーの画家。ウカヤリ県プエルト・リベルタ出身。シャーマニズムの実践を経て絵を描くようになり、フォークアートを超えたアウトサイダーとして西洋のアートの世界に参入した。それは幻覚性のアヤワスカによる神話的ヴィジョンを元にしている。絵画の活動を通してアマゾンの自然環境やその霊的世界を訴え、国際的に環境運動の指導者として認知されている。
1943年に、ペルーの熱帯雨林の低地の集落、プエルト・リベルタに生まれる。小さな農家の家系に生まれたメスティーソ（混血）であり、貧しかったため15歳で都市プカルバで就労したが、無理がたたり体を壊し絵を描き始めた。そして、紙幣を偽造しその罪で逮捕されたが脱走しブラジルへ行き、2年働いた後、ペルーのアマゾンへと帰還した。しかし、アマリンゴは心臓の病にかかり、アヤワスカを用いて治療する「アヤワスケーロ」の下で治癒した。
しばらくすると夢から啓示を受け、1970年からはペルー・アマゾン流域を旅し、民間医療である「ペヘスタリモ」を開始し、流域住民から膨大な植物学的な知識を学び、幻覚性植物のアヤワスカの世界へと引き寄せられていった。その実践には、シャーマンたちによる治療と黒魔術の間の抗争があり、邪悪なシャーマンによってアマリンゴは瀕死となった。そのためシャーマニズムの実践は放棄し、彼の自然信仰と幻覚として見たヴィジョンを、油彩によって描くことでアマゾンの自然と呪術的な文化を伝達し保持するという取り組みへと変化していった。アヤワスカを使用した当初、彼はその幻視を個人的に起こる現象だとみなしたが、体験を重ねるにつれ、アマゾンの自然信仰や神話の世界に参入する方法であり、神と聖霊の世界の知恵に近づく方法であると直観に代わっていった。アマリンゴは、自然は象徴を通じて話しかけてくるものであるとし、植物の形、色などはヘベリスタ（シャーマニズムの実践者）にとって理解できるものであり、動物の声、雨や風の音もそうであり、民族的なデザインもそのように理解できると述べている。
1988年にウカヤリ県プカルパにウスコ・アヤール絵画学校（ケチュア語で精霊の・王子）を開設し、青少年に絵を教えることを通じ、精神の内面や信仰を描くということやアマゾンの自然を教えた。
アマリンゴを世界に紹介した人類学者ルイス・エドゥアルド・ルナは、民族植物運動の主導者であるテレンス・マッケナを通じてアマゾンのこうした世界を知った。
1992年、国連環境計画によるグローバル500賞を受賞した。

## 著作
- Luna, Luis; Amaringo, Pablo (1993). Ayahuasca Visions: The Religious Iconography of a Peruvian Shaman. US 1999年版は、ISBN 978-1556433115.